# 橫砲
斯韋伯（Sideswipe），是孩之寶旗下的變形金剛系列中的虛構角色。通常博派成員，以紅色為主要色調。

## G1動畫
根據玩具的介紹，側掃在戰鬥的技巧上，和雙胞胎兄弟閃電光不相上下，而在個性上跟雙胞胎兄弟閃電光有著截然不同的個性，他不像閃電光那樣的冷酷無情。不過在逼不得已的時候會使出一些卑劣的手段來。

### 玩具
G1版本側掃的玩具和閃電光一樣，都來自戴亞克隆中最早設計的一批玩具，兩人採用共變形機制和模具，差別在於一個是紅色、一個是黃色的。在該系列被取消後被引入變形金剛系列中。不過原本的設定中、閃電光才是紅色的、側掃才是黃色的，但是最後修改了。

## 真人電影系列

### 變形金剛：復仇之戰(Transformers: Revange of the Fallen)
在2009年的電影中，斯韋伯在此作中以博派的成員登場，就像其他成員一樣、和G1動畫中大相逕庭。側掃在本片中掃描通用汽車的Corvette Concept用為車型，身體以銀色為主色調，武裝包括在手部的伸縮劍，並且在腳部是輪胎方便滑行。由安德烈·索格利佐(André Sogliuzzo)配音。
他在上海拦截并除掉了霸天虎成员边路(Sideways)。在電影中，側掃的個性不明顯，不過在漫畫裡顯示，他在初來到地球時顯得相當暴躁、而且對狂派追殺非常投入、以至於不太在乎傷亡，直到被自己在賽博坦上的導師鐵皮開導過後才有所改善。

### 變形金剛3
在2011年的續作中，斯韋伯在此作中继续以博派的身份登场，其設定和前作類似，在本片中扫描通用汽车的Corvette Stingray概念跑车用為車型。在電影中他帮助铁皮一起對抗並解决了霸天虎恐怖部队(Dreads)成员：曲軸箱(Crankcase)和撬棍(Crowbar)的場面是該作中非常精彩的一段動作場面。

## 聯合宇宙世界觀(Transformers Aligned Continuity)
聯合宇宙世界觀是孩之寶在2010年代推動的一個概念，目的是希望將變形金剛的相關作品整合在同一個世界觀中。此世界觀包含四部動畫作品、兩部電玩作品和一些小說、一部設定集，如下表所列。側掃在其中的兩部作品中登場。
| 年份      | 標題                                                              | 性質     |
| --------- | ----------------------------------------------------------------- | -------- |
| 2010      | 《變形金剛：賽博坦之戰》(Transformers: War For Cybertron)         | 電玩遊戲 |
| 2010~2013 | 《變形金剛：領袖之證》(Transformers Prime)                        | 電視動畫 |
| 2011~2016 | 《變形金剛：救援機器人》(Transformers: Rescue Bots)               | 電視動畫 |
| 2012      | 《變形金剛：賽博坦的殞落》(Transformers: Fall Of Cybertron)       | 電玩遊戲 |
| 2014~2020 | 《變形金剛：領袖的挑戰》(Transformers: Robot In Disguise)         | 電視動畫 |
| 2019~2021 | 《變形金剛：救援機器人學院》(Transformers: Rescure Bots Accademy) | 電視動畫 |

在《變形金剛：領袖的挑戰》中，側掃作為主角團隊之一登場。由達倫‧奎斯(Darren Criss)聲演。
此版本的側掃與其在各個作品中的形象都不太相同，身體以紅色為主，頭部造型有三個類似頭髮的突起，在賽博坦時的載具型態是懸浮車，在地球時掃描一輛跑車，並有「速」的中文字塗裝。
側掃的個性相當隨和、厭惡權威和規則，崇尚刺激和樂趣，也因此經常和死板的思昂、或是後期加入的漂移起衝突。
身手矯捷，是小隊中速度最快的成員，以武士刀為武裝，在戰鬥時可以閣上戰鬥面罩。
在合體時變形為超級大黃蜂(Ultra Bee)的左臂。
在《變形金剛：救援機器人學院》中短暫客串出現過幾次。